# Gestão baseada em custeio por atividade
O ABM (do inglês Activity Based Management) ou Gestão baseada em custeio por atividade é o modelo de gestão que utiliza o Custeio por Atividade (ABC – Activity Based Costing) para gerenciar a organização e a produção.
Já o ABC é um método de rastrear os custos de um negócio ou departamento para as atividades realizadas e de verificar como estas atividades estão relacionadas para a geração de receitas e consumo dos recursos.
O ABC avalia o valor que cada atividade agrega para a performance do negócio ou departamento.
Enquanto o ABC é o processo técnico para levantamento das atividades, rastreamento dos custos para as atividades e condução dessas atividades para os produtos e clientes, o ABM é um processo que utiliza as informações geradas pelo ABC para gerenciar uma empresa ou um negócio.

## Princípios do ABM
- Os custos não são incorridos, ou seja, eles não ocorrem espontaneamente; eles são causados;
- As atividades é que são gerenciadas, não os recursos e os custos (enfoque nas atividades);
- O foco está nos fatores geradores dos custos e nas atitudes para redução ou eliminação destes fatores geradores. A redução nos custos será conseqüência;
- Enfoque nas atividades direcionadas aos clientes em vez de atividades direcionadas ao interior da organização;
- As atividades devem ser ágeis (menor tempo do ciclo operacional), de menor custo e de maior qualidade;
- Foco na redução ou eliminação das atividades que não agregam valor, desnecessárias, duplicadas e as re-trabalhadas;
- Melhoria contínua das atividades;
- Preocupação em fazer a atividade correta em vez de fazer a atividade do jeito certo.

## Visões proporcionadas pelo ABM
O ABM fornece novas fontes de informações e proporciona novas formas de análise da empresa. Essas novas visões do negócio desenvolvem e permitem uma melhor compreensão do comportamento dos custos melhorando o controle sobre eles.

### Visão de análise de linhas de produtos ou serviços
O ABM reconhece a complexidade dos produtos e serviços e das relações entre as diversas atividades desencadeadas para a sua produção ou execução.
Os custos são relacionados aos produtos segundo a quantidade de recursos consumidos pelas atividades necessárias para a fabricação de cada produto.
O ABM muda a forma como os custos indiretos são alocados aos produtos, permitindo identificar as causas do consumo dos recursos e detectar oportunidades para economia, além de oferecer subsídios para as decisões de preço.

### Visão da análise de clientes
O ABM permite identificar negócios não rentáveis com clientes, canais de distribuição não rentáveis e o custo da demanda por produtos customizados e serviços extras demandados pelos clientes.

### Visão da análise organizacional
O ABM permite, dentro da análise organizacional:
- Retratar os custos funcionalmente;
- Aprimorar a capacidade de criar e agregar valor;
- Buscar oportunidades de melhoria de custos;
- Eliminar ou reduzir ineficiências;
- Identificar os fatores geradores de custos e a forma de influenciá-los;
- Identificar atividades que não agregam valor.

A análise organizacional baseada no ABM tem os seguintes estágios:
- Análise das atividades;
- Análise do valor das atividades;

### Visão da análise de processo do negócio
A análise do processo do negócio através do ABM possibilita a melhoria da qualidade para o cliente final, a melhoria da eficácia e criação de vantagem competitiva.

## Passos para implantação do ABM

### Definição do escopo de análise
Por que deve se definir um escopo para a análise?
- Deve ocorrer uma focalização dos recursos escassos nas áreas mais importantes do negócio;
- A análise pode continuar indefinidamente;
- Deve haver um controle para determinar quando o escopo estará terminado e se deverá iniciar nova fase ou um projeto novo.

Como se define o escopo de análise?
- Treinamento geral e conscientização sobre o assunto;
- Definição dos objetivos estratégicos da empresa;
- Seleção do escopo da análise (de acordo com os objetivos estratégicos).

### Levantamento das atividades e criação do mapa de atividades
Nesta fase, deve ser elaborada uma lista de atividades com os gerentes de cada área e suas equipes, criando posteriormente um relatório onde conste não somente as atividades, mas também suas definições (dicionário de atividades).
Após deve ser criado um mapa de atividades, que nada mais é do que a lista de atividades de cada área funcional da empresa.

### Cálculo do custo da atividade
Neste passo, deve-se estabelecer o custo de cada atividade tendo por base as despesas de cada área e a lista de atividades.
O conceito pode ser ampliado para identificação do resultado por atividade, utilizando a metodologia GECON, que permite identificar a receita (via preço de transferencia) os custos diretos (identificados exclusivamente com a atividade), e a margem de contribuição desta atividade para a formação do resultado economico da empresa

### Definição da medida de saída da atividade
Medida de saída da atividade é o parâmetro através do qual são identificados e medidos os recursos gastos na realização de uma atividade, geralmente representados pelo número de ocorrências de cada atividade.
Podem ser:
Medida de saída de duraçãoConsidera a extensão de tempo despendido para realizar uma atividade.
Medida de saída de transaçãoConsidera o número de vezes que uma atividade é realizada.
Medida de saída de simplicidade ou homogeneidadeConsidera que toda atividade é simples ou homogênea quando a saída é do mesmo tipo que outros e exige similar esforço.

### Rastreamento do custo da atividade e determinação do objeto de custo
Rastreamento é o processo de identificação de atividades específicas e de determinação de quanto do custo de cada atividade cabe ao objeto de custo.
Objeto de custo é a finalidade para a qual a informação sobre o custo é necessária. Os principais objetos de custo são:
- Produto;
- Cliente;
- Setor de mercado ou canal de distribuição;
- Fornecedor;
- Infra-estrutura.

### Classificação das atividades
As atividades devem ser classificadas em:
NVA – Valor não agregadoNão agregam valor e devem ser reduzidas ou eliminadas.
VA – Valor agregadoAgregam valor e devem ser otimizadas.
SEC – SecundáriasDevem ser reduzidas pois não agregam valor mas são imprescindíveis.

### Determinação do fator gerador de custo
A análise do fator gerador de custo ressalta a relação causa-efeito-custo.